# Плоске (Третьяковський район)
Пло́ске (рос. Плоское) — село у складі Третьяковського району Алтайського краю, Росія. Адміністративний центр Плосківської сільської ради.

## Населення
Населення — 794 особи (2010; 892 у 2002).
Національний склад (станом на 2002 рік):
- росіяни — 98 %